# Koeleria vallesiana
Koeleria vallesiana är en gräsart som först beskrevs av Gerhard August Honckeny, och fick sitt nu gällande namn av Antonio Bertoloni och Schult.. Koeleria vallesiana ingår i släktet tofsäxingar, och familjen gräs. Inga underarter finns listade i Catalogue of Life.

## Bildgalleri

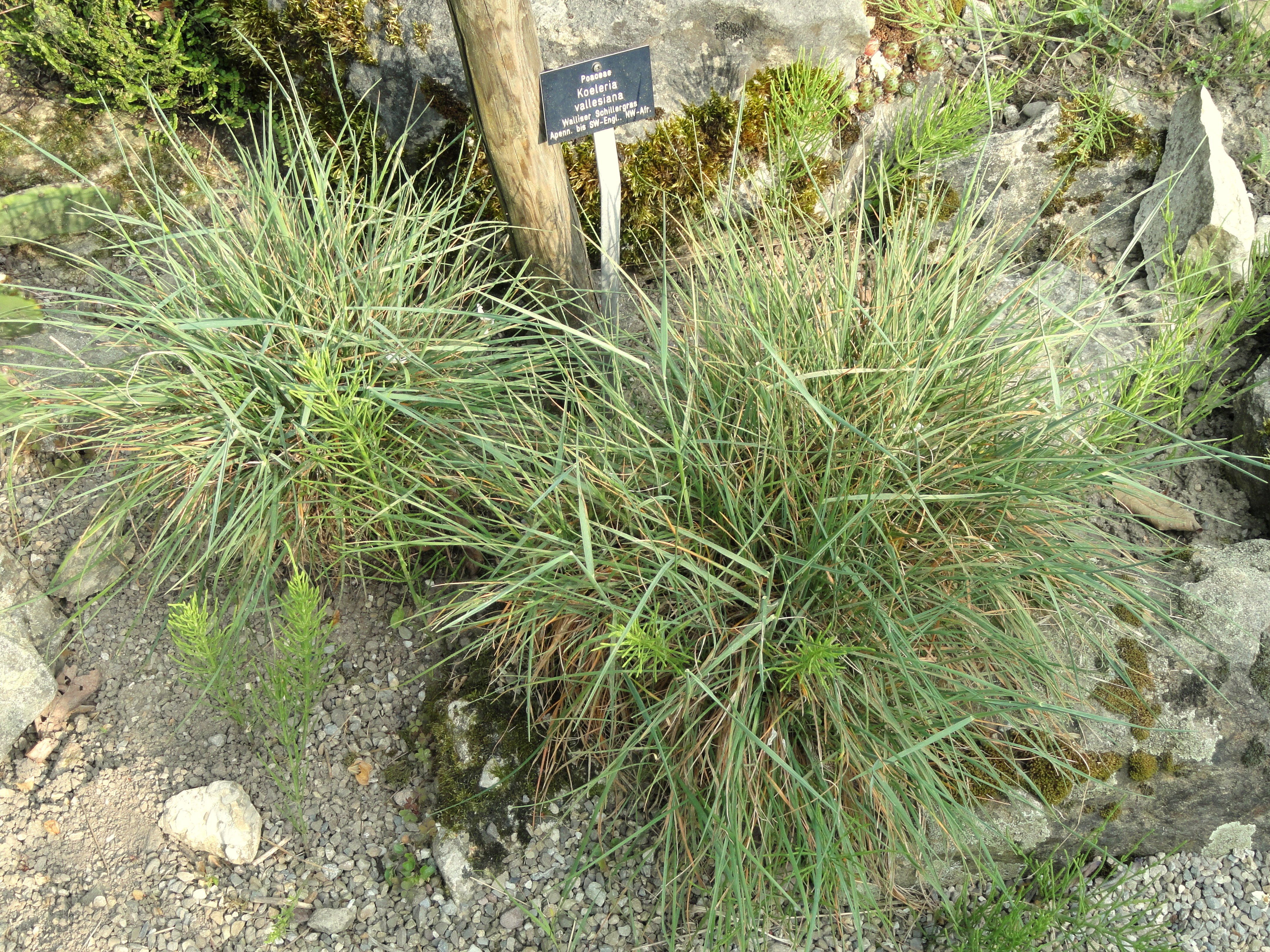
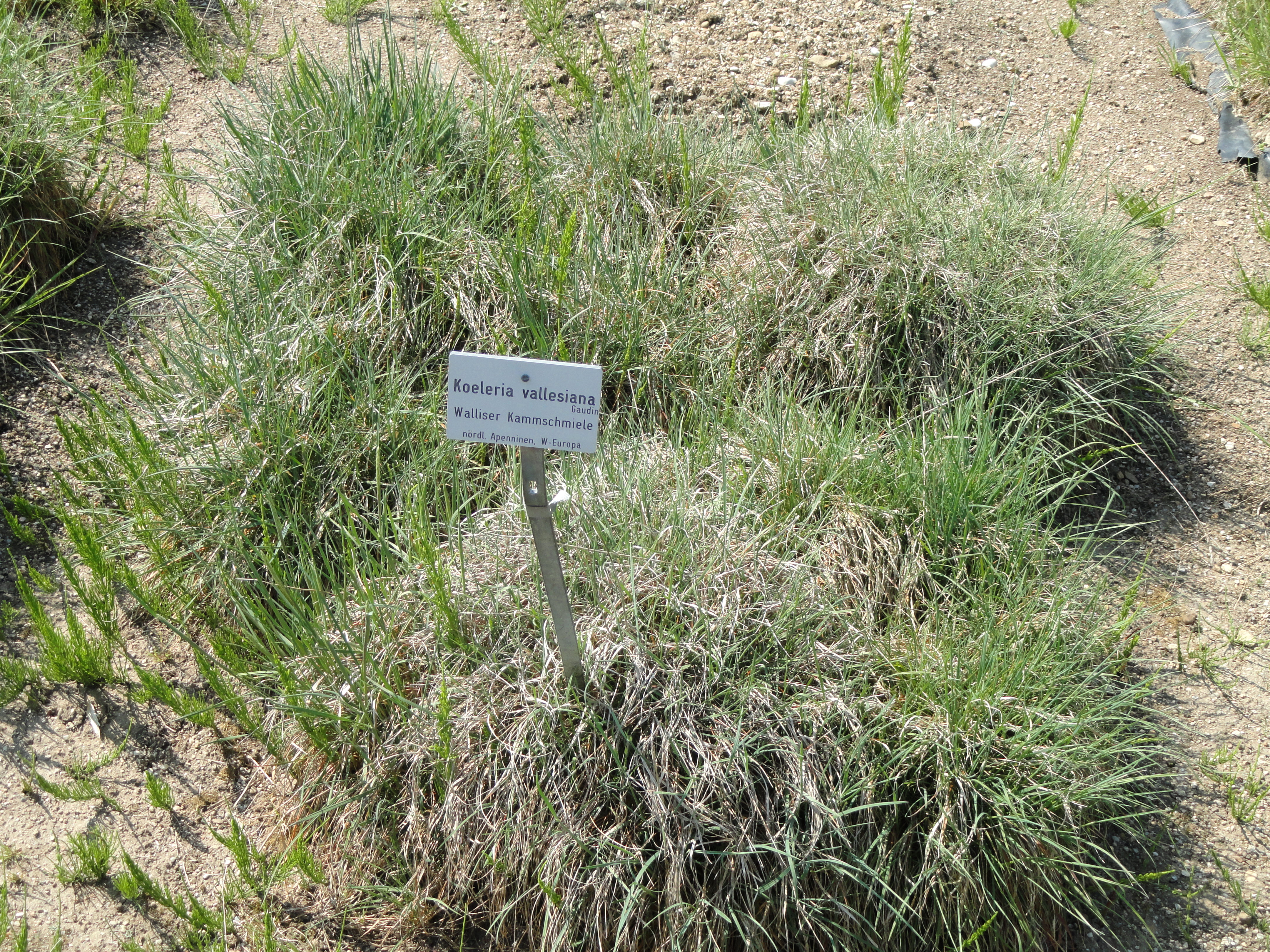